# Hamilton Watch Company

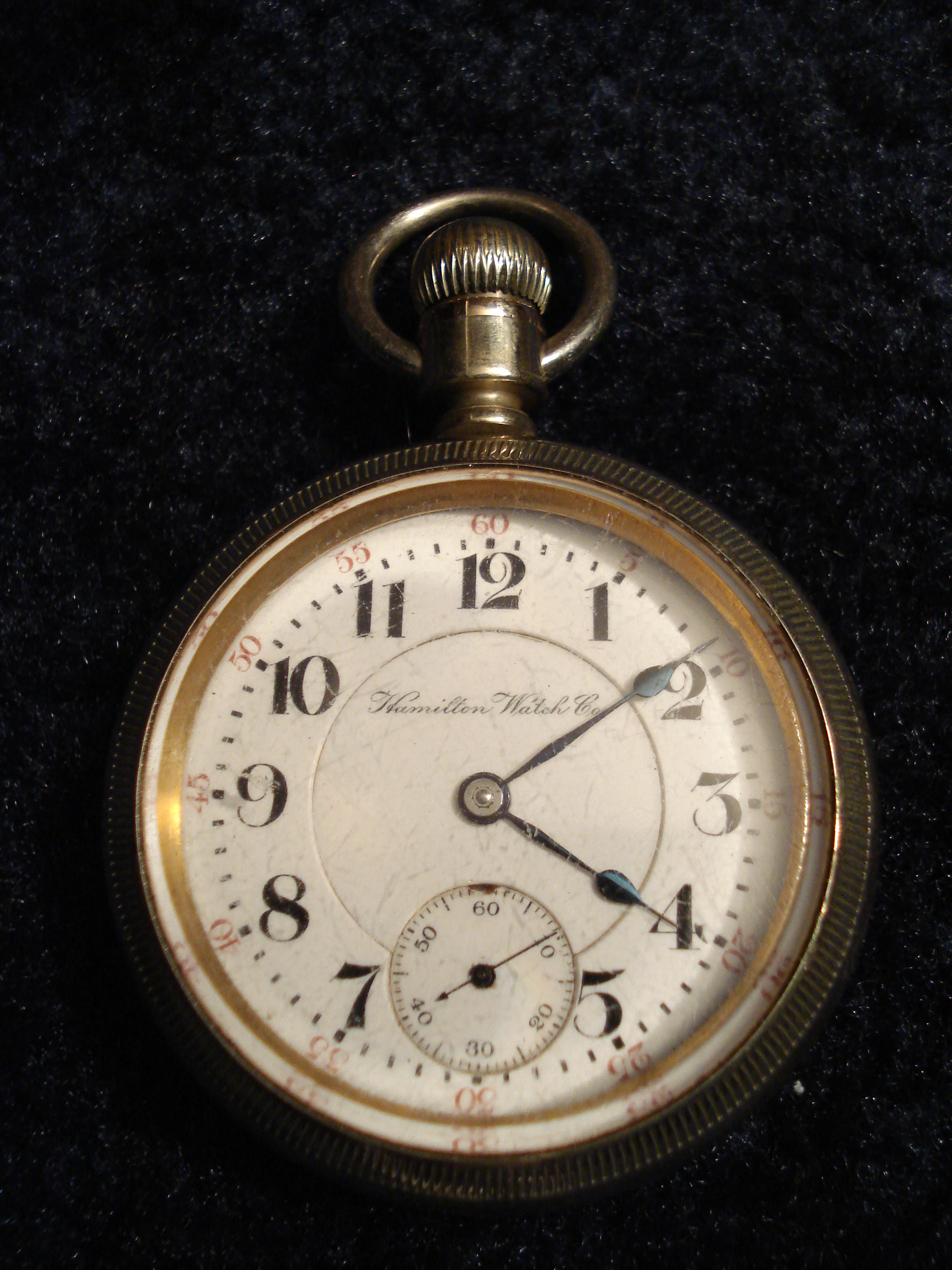
Eine Hamilton-Taschenuhr von 1904

Die Hamilton Watch Company war ursprünglich ein US-amerikanischer Uhrenfabrikant und gehört heute zur Swatch Group. Sie erlangte Bekanntheit insbesondere durch die Ausrüstung von US-amerikanischen Eisenbahnern, von Luftpost-Piloten, US-amerikanischer Militär-Einheiten sowie auch durch das Modell „Pulsar“, die erste serienmäßig in größeren Stückzahlen hergestellte LED-Uhr.

## Unternehmensentwicklung und ausgewählte Modelle

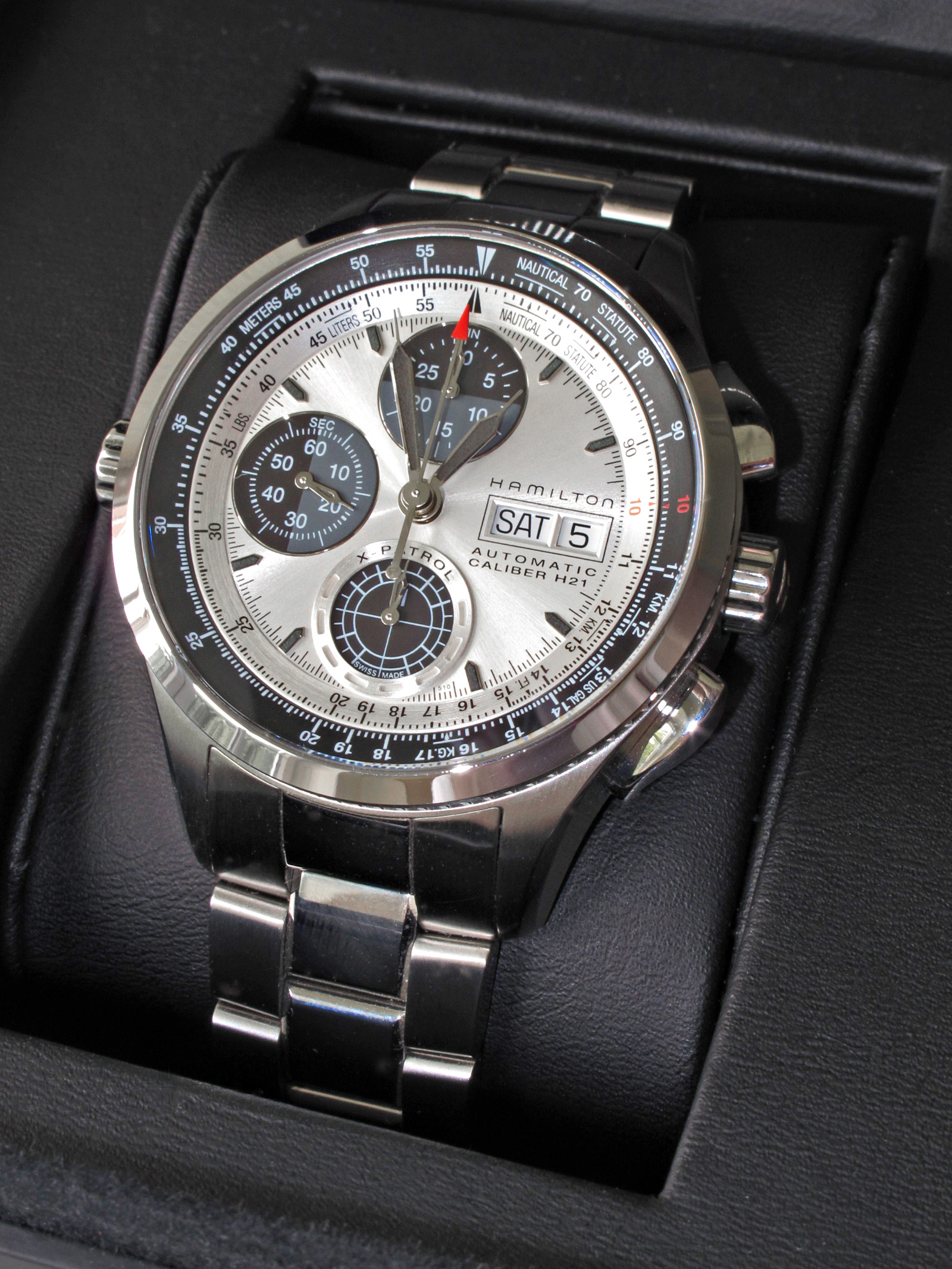
Hamilton Khaki X-Patrol Automatik-Chronograph Hersteller-Referenznummer H76566151 mit Kaliber H21 auf Basis Valjoux 7750.

Die Hamilton Watch Company wurde 1892 in Lancaster (Pennsylvania) gegründet. Sie entstand aus der 1874 gegründeten Adams & Perry Watch Company und konnte sich in kurzer Zeit einen so guten Ruf erarbeiten, dass schon im Jahre 1900 55 % aller US-amerikanischen Eisenbahn-Mitarbeiter (Lokführer, Schaffner u. a.) Hamilton-Uhren verwendeten. In dieser Zeit setzte das Unternehmen den Schwerpunkt mehr auf die Qualität der Uhren als auf Massenproduktion. Ab 1905 wurden serienmäßig Armbanduhren für Damen hergestellt, ab 1921 für Herren.

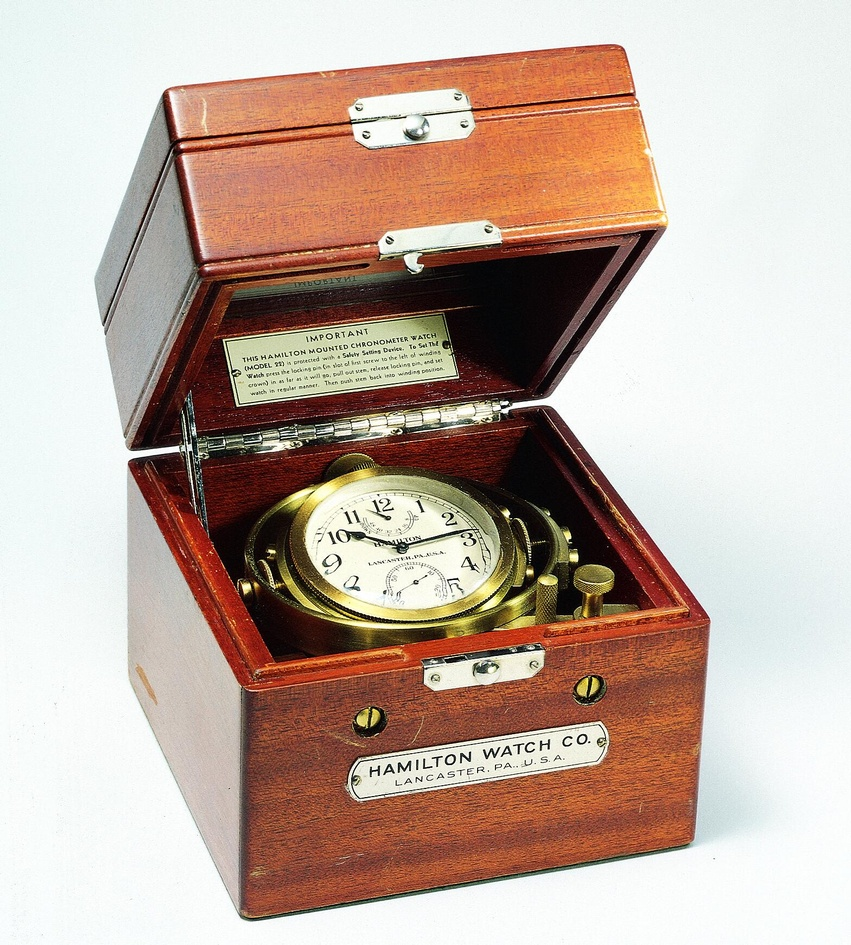
Hamilton Model 22 Chronometer

In der Epoche des Art-Deco brachte man Modelle auf den Markt, die als Erkennungsmerkmal einen emaillierten, meist farbigen Glasrand besaßen, schon damals stellte man Uhren in eher ungewöhnlichen Formen her, wie etwa runde Ziffernblätter in tonneauförmigen Gehäusen. 1927 kaufte Hamilton die Illinois Watch Company; auch sie war bekannt für Eisenbahner-Uhren, und somit ein direkter Wettbewerber. Deren Uhrenfertigung ließ man Anfang 1930er auslaufen, den Markennamen verwendete die Hamilton Watch Company aber noch bis in die 1950er Jahre. Die US Marine sowie das US Air Corps konnten ab 1937 als Kunden gewonnen werden. Eines der besonderen Uhrenwerke dieser Zeit war das ab 1940 produzierte Kaliber 987 S mit automatischer Nullstellung des Sekundenzeigers beim Ziehen der Krone. 1941 entwickelte die Firma den Marinechronometer Modell 21 und die Präzisions-Beobachtungsuhr Modell 22. Damit wurde Hamilton zum bedeutendsten amerikanischen Chronometerproduzenten. Ab 1943 fertigte Hamilton Uhren auch für die US-Army.
Seit 1952 verwendete man auch Uhrwerke aus der Schweiz, u. a. von A. Schild oder der ETA; Hamilton stellte selbst keine Automatik-Uhrenwerke her. Der Hamilton Watch Company war es als erster nicht-schweizerischer Unternehmung erlaubt, eine Uhrenproduktion in der Schweiz zu starten; 1959 erwarb man dafür die Firma A. Huguenin & Fils, ansässig in Biel.
Von 1955 bis 1960 arbeitete die Firma „Vereinigte Uhrenfabriken Ersingen“ unter dem neuen Eigentümer Helmut Epperlein mit der Hamilton Watch Company zusammen. Hamilton konnte durch diese Kooperation die Entwicklungen von Epperlein für sich nutzen und brachte am 3. Januar 1957 die erste elektrisch angetriebene Armbanduhr mit Unruh, die „Electric“ auf den Markt. Das Werk der „Electric“ hatte eine längliche Spule auf der Unruh und ein Magnetsystem mit drei Magneten. Diese Erfindung Epperleins ist als Deutsches Gebrauchsmuster 1.842.778 (Anmeldedatum 28. Januar 1958) dokumentiert und wurde am 21. September 1959 auf die Hamilton Watch Company umgeschrieben. Die Uhr wurde bis 1965 gebaut und erreichte einen Absatz von 42.000 Stück, die Uhr war jedoch nicht allzu langlebig aufgrund von Kontaktabbrand durch Funkenbildung, der Konkurrent Bulova verkaufte das vergleichbare Modell Accutron weitaus erfolgreicher.

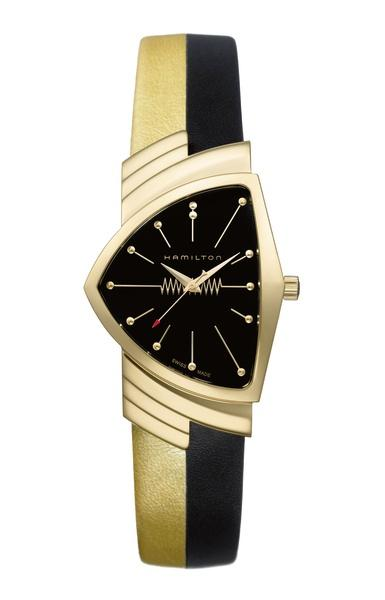
Hamilton Ventura 1957

In etwa gleicher Zeit beauftragte die Hamilton Watch Company den Designer Richard Arbib, ungewöhnliche Gehäuse zu entwerfen, so kamen beispielsweise Uhren-Formen zustande wie in Ellipsen eingebettete Kreise, Uhrengehäuse mit asymmetrischen Elementen oder dreiecksähnliche Gehäuse mit bogenförmigen Seiten; eine der bekanntesten für letzteres war die „Ventura“.
Mitte der 1960er Jahre wurde die Hamilton Watch Company seitens der NASA angefragt, welche Modelle sie für Tests hinsichtlich Einsätze im Weltraum zur Verfügung stellen wollten. Man schlug eine Taschenuhr vor, was die NASA als nicht adäquat ansah und Hamilton von nachfolgenden Tests ausschloss. Die Tests konnte als einziges Modell die Omega Speedmaster erfolgreich absolvieren.

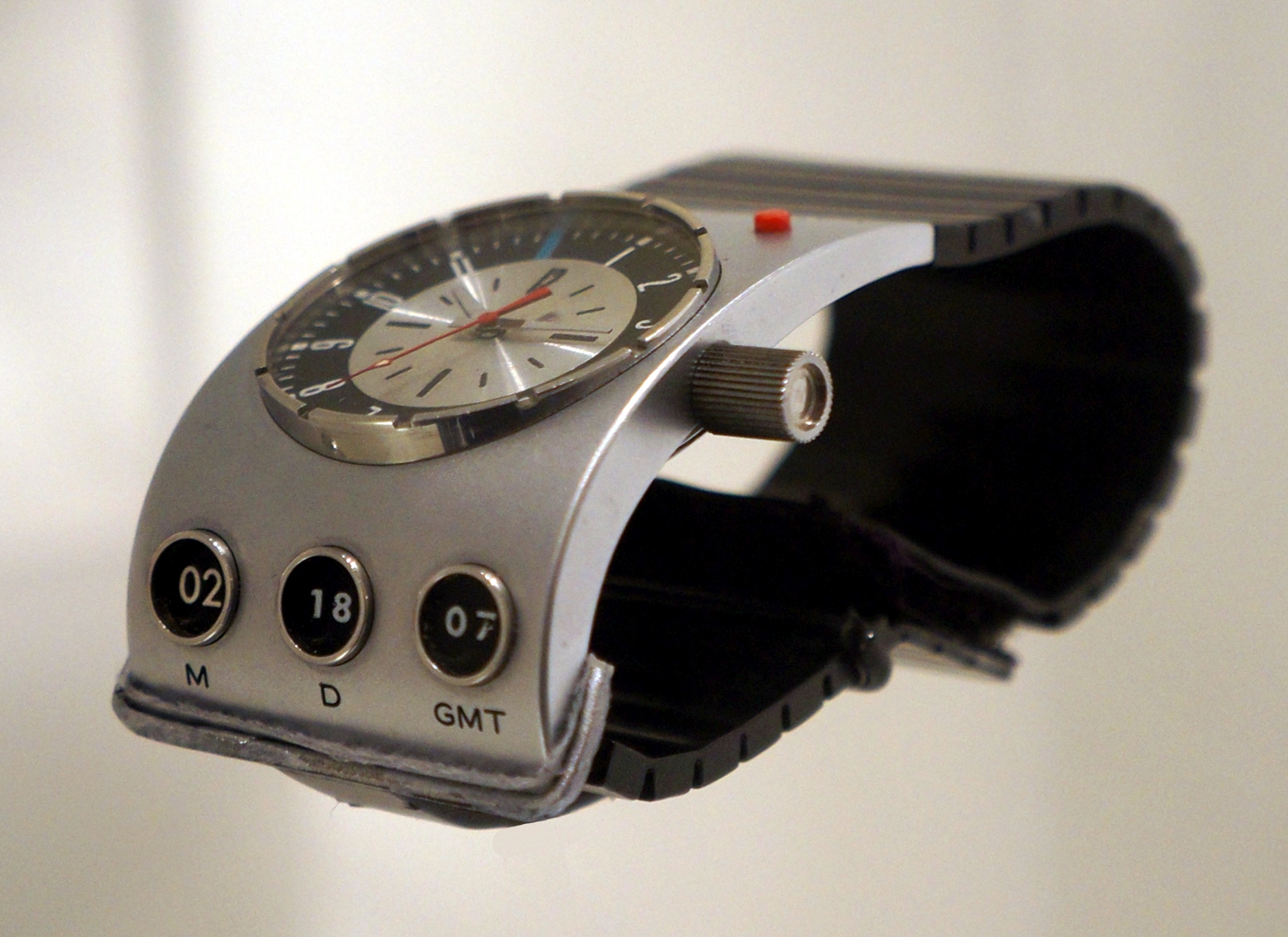
Stanley Kubrick - 2001 A Space Odyssey - Hamilton watch

Nachdem Waltham 1957 und Elgin 1964 die Produktion einstellten, galt die Hamilton Watch Company als der einzige verbliebene, namhafte Uhrenhersteller in den USA. 1966 kaufte Hamilton die Büren Watch Company, die Unternehmen fusionierten zu Büren Hamilton; es war von Beginn an der Entwicklung eines der ersten automatisch aufziehenden Chronographen-Armbanduhrwerks beteiligt über eine Zusammenarbeit mit Breitling, Heuer-Leonidas und Dubois-Depraz. Das Chronographenwerk war ein Modulkaliber aus einem bereits vorhandenen Automatik-Werk von Büren sowie einem Chronographen-Modul von Dubois-Depraz und wurde im März 1969 vorgestellt. Die Modelle trugen bei Hamilton die Bezeichnung "chrono-matic", ab 1971 erfuhr die Modellpalette eine Ergänzung mit der Variante "chrono-matic pan-europ".
Für den Film 2001 – A Space Odyssey von Stanley Kubrick entwarf Hamilton verschiedene Modelle. 1970 brachte die Firma die erste Quarzuhr mit digitaler LED-Anzeige auf den Markt – das Modell „Pulsar“; es ist tatsächlich auch nach dem gleichnamigen astronomischen Objekt benannt. Die Punktmatrix-Anzeige entwickelte Electro/Data aus Garland in Texas (USA). Als Taktgeber der Uhr fungierte ein Schwingquarz mit 32.768 Hz und anschließender Frequenzteilung. Die Gehäuse der Pulsar waren werksseitig mit Stickstoff gefüllt, wodurch in der Praxis eine lange Haltbarkeit (u. a. wegen verringerter Oxidation der Bauelement-Kontakte) erreicht wurde. Erste Auslieferungen der Pulsar fanden im Februar 1971 statt, der Preis betrug 2100 US-Dollar für eine Uhr mit Goldgehäuse. Stahlversionen folgten später und kosteten 275 US-Dollar. Eine Zeitanzeige gab es bei der „Pulsar“ auf Knopfdruck, bei späteren Uhren ließ auch eine ruckartige Armbewegung die Zeitanzeige erscheinen (Modell „Pulsar Auto Command“). Die Anzeigen-Helligkeit konnte mittels Fotozelle geregelt werden. Eine „Pulsar“ trug einst auch Filmheld „James Bond“; eine weitere führte ein Astronaut der Apollo-17-Mission mit zum Mond. Das Modul der „Pulsar“-LED-Uhr wurde später auch an den Uhrenhersteller Omega weiterveräußert in einer Epoche (ca. 1974), in welcher sich die schweizerische SSIH bereits zu 30 % an der Hamilton Watch Company beteiligt hatte. Anfang der 1970er Jahre fand eine umfangreiche Reorganisation statt, nach Gründung einer Holding (HMW-Industries) ordnete man dieser drei weitgehend eigenständige Tochtergesellschaften zu, neben der Hamilton Watch Company gab es Time Computer (für die „Pulsar“) und das Unternehmen Wallace Silversmith.

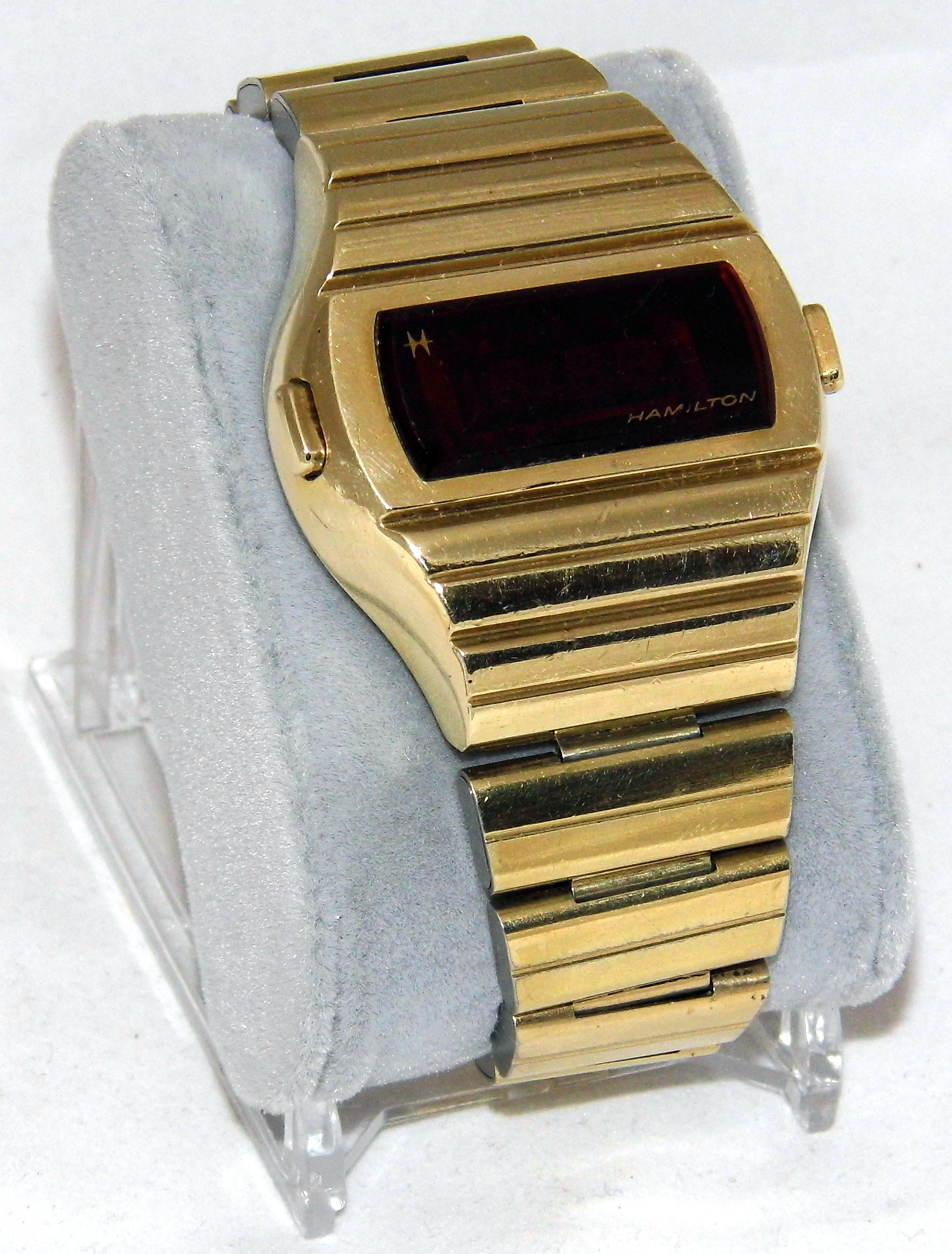
Vintage Hamilton Men’s LED Watch, Original Band

1972 wurde die Produktion mechanischer Uhren eingestellt. HMW-Industries gab 1977 die Geschäftstätigkeit auf, u. a. aufgrund von wirtschaftlichen Verlusten mit dem Modell „Pulsar“, da andere Hersteller zeitnah gleiche Uhren auf den Markt brachten, jedoch zu erheblich niedrigeren Preisen. Die Marke Hamilton wurde von der Schweizer Holdinggesellschaft SSIH erworben, sie gehört jetzt zur Swatch Group. 2009 präsentierte diese unter dem Namen Hamilton drei Sonderausgaben der „Ventura“, wie sie im Film Blaues Hawaii von Elvis Presley getragen wurde, und in neuerer Zeit auf der Leinwand zu sehen ist die Hamilton „Ventura“ bei den MIB – Men in Black. Die heutige Taucheruhren-Modellreihe "Frogman" geht auf den Film "The Frogmen" (1951) zurück, in welcher Hamilton die Darsteller mit entsprechend wasserdichten Uhren ausrüstete.